# The Ring (franquicia)
Ring (Japonés: リング, romanizado: Ringu), también conocida como The Ring, es una franquicia de medios japonesa, basada en la serie de novelas homónimas del mismo nombre escritas por Kōji Suzuki. 
La franquicia incluye nueve películas japonesas, dos series de televisión, seis adaptaciones de manga, 5 películas tipo remake a nivel internacional, y dos videojuegos; The Ring: Terror's Realm y Ring: Infinity.
Las películas giran en curso a un video que asesina a quien lo ve después de siete días. Fue creado por la psíquica Sadako Yamamura, quien murió por culpa de su padre quien la arrojo a un pozo. Después de su supuesta muerte, ella vuelve como una asesina serial fantasma, asesinando a cualquiera que posea una copia del video y lo haya visto a los 7 días.

## Novelas
La franquicia comienza con la novela Ringu de 1991. La cual es la primera de una trilogía, con dos secuelas: Spiral (1995) y Loop (1998). Más tarde se lanzaron las siguientes novelas basadas en Ring: Birthday (1999), S (2012), y Tide (2013).

## Películas japonesas
La primera adaptación fue la película para televisión Ring (titulada Ring: Kanzenban para el lanzamiento de video), lanzado en 1995. Es la película más fiel al libro, aunque no tuvo el reconocimiento como sus secuelas.
En 1998, Hideo Nakata creó una nueva adaptación japonesa del libro la cual llamó Ringu, iniciando la franquicia. La secuela original fue Rasen, una adaptación de Spiral (secuela del primer libro de Suzuki Ring). Sin embargo, debido a la mala recepción, una nueva secuela, Ringu 2, lanzada en 1999 continuando con la historia de Ringu, pero sin basarse en los libros de Suzuki. En el 2000 se lanzó una precuela, Ringu 0: Bāsudei, el cual se basa en una cuento titulado "Lemon Heart" del libro de 1999 de Suzuki, Birthday. Estas películas profundizaron en un mito diferente sobre Sadako y su cinta de video maldita. La franquicia se ha convertido en un estatus de culto, tanto en Japón como a nivel internacional, popularizándose el terror japonés como en su conjunto y el tropo Yūrei de pelo negro y fibroso.
En 2012, fue lanzada Sadako 3D, adaptada del libro de Suzuki llamada S, y en 2013 fue lanzada Sadako 3D 2.
En 2016, Sadako vs. Kayako, dirigida por Kōji Shiraishi, fue lanzada. Es un crossover entre las series de películas de terror de Ju-on y Ring, aunque no hay ninguna relación temporal entre las sagas, ya que la fecha de muerte para la cinta de video es de 2 días en vez de 7. Presenta a Sadakaya, un fantasma que resultó de la fusión de Sadako y el antagonista de Ju-on, Kayako Saeki. 
Sadako en (japonés: 貞子), basada en la novela de Suzuki Tide, en esta entrega Hideo Nakata regresa como director. Esto marca la primera entrada en su línea de tiempo desde el Ring 2 20 años antes.
La película se estrenó en Japón el 24 de marzo de 2019, y se estrenó en la noche de apertura del Festival Internacional de Cine Fantasía 2019.
Sadako DX (貞子DX) es hasta ahora la última película de la serie de películas The Ring. Dirigida por Hasashi Kimura. Fue presentada en el Festival Internacional de Cine Fantasía el 30 de julio de 2022 y estrenada en Japón el 28 de octubre de 2022. Hablando sobre la evolución del video y la saga. Aunque no hace referencia a ninguna película pasada más que a la cinta original (Ringu), lo cual trabaja como pieza independiente y no fue bien criticada.
| Película          | Director         | Año  |
| ----------------- | ---------------- | ---- |
| Ringu             | Hideo Nakata     | 1998 |
| Rasen             | Jōji Iida        | 1998 |
| Ringu 2           | Hideo Nakata     | 1999 |
| Ringu 0: Bāsudei  | Noroi Tsuruta    | 2000 |
| Sadako 3D         | Tsutomu Hanabusa | 2012 |
| Sadako 3D 2       | Tsutomu Hanabusa | 2013 |
| Sadako vs. Kayako | Kōji Shiraishi   | 2016 |
| Sadako            | Hideo Nakata     | 2019 |
| Sadako DX         | Hisashi Kimura   | 2022 |

## Remake coreano
The Ring Virus fue el primer remake que se hizo, en 1999, donde el asesino cambia su nombre a Park Eun-suh, que es hermafrodita, a diferencia de la Sadako biológicamente femenina en las películas. Aunque la película copió varias escenas de Ring, es, como Ring: Kanzenban, muy fiel a la serie original de novelas.

## Películas americanas
En 2002, se realizó una nueva versión estadounidense, titulada The Ring, donde el asesino se renombra como Samara Morgan, que es una preadolescente en lugar de una mujer adolescente. The Ring fue uno de los remakes de terror más taquilleros, su taquilla superó a la de Ring. Se hicieron dos secuelas, incluido un cortometraje.

### The Ring(2002)
Rachel Keller es una periodista que investiga una cinta de video que pudo haber matado a cuatro adolescentes (incluida su sobrina). Hay una leyenda urbana sobre esta cinta: el espectador morirá siete días después de verla. Si la leyenda es correcta, Rachel tendría que correr contra el tiempo para salvar la vida de su hijo y de ella.

#### Rings(corto)
Jake Pierce, un joven adolescente mira una cinta de video maldita después de unirse a un culto adolescente llamado "Rings".

### The Ring 2(2005)
Un estudiante de secundaria llamado Jake Pierce intenta hacer que su novia Emily vea la cinta de video maldita. Pero luego Jake descubre que Emily se cubrió los ojos y no vio la cinta, y luego Samara Morgan mata a Jake de la primera película. Rachel Keller se entera de la muerte de Jake y se da cuenta de que tiene que salvar a su hijo Aidan de Samara.

### Rings(2017)
Julia se preocupa por su novio cuando explora una subcultura oscura que rodea una misteriosa cinta de video que dice matar al observador siete días después de haberla visto. Ella se sacrifica para salvar a su novio y, al hacerlo, hace un descubrimiento horrible: hay una "película dentro de la película" que nadie ha visto antes.

### Futuro
En septiembre de 2019, el director de The Grudge, Nicolas Pesce, expresó interés en una crossover entre The Grudge y la serie de películas estadounidense The Ring.

## Series de Televisión
En 1999, Ring: The Final Chapter se hizo en Japón. Tiene lugar después de la película japonesa de 1998 y hay un total de 12 episodios. En el mismo año, se realizó una secuela de televisión llamada Rasen, que consta de 13 episodios.

## Reparto y equipo estadounidense

### Reparto
| Personajes                 | Películas principales | Películas principales                | Películas principales                | Películas principales                | Cortometraje           |
| Personajes                 | The Ring              | The Ring Two                         | The Ring Two                         | Rings                                | Rings                  |
| Personajes                 | 2002                  | 2005                                 | 2005                                 | 2017                                 | 2005                   |
| -------------------------- | --------------------- | ------------------------------------ | ------------------------------------ | ------------------------------------ | ---------------------- |
| Samara Morgan              | Daveigh Chase         | Daveigh Chase                        | Daveigh Chase                        | Daveigh Chase                        | Kelly Stables          |
| Samara Morgan              | Daveigh Chase         | David Dorfman                        | Bonnie Morgan                        | Bonnie Morgan                        | Kelly Stables          |
| Samara Morgan              | Kelly Stables         | David Dorfman                        | Kelly Stables                        | Zoe Pessin Matilda Lutz              | Kelly Stables          |
| Samara Morgan              | Kelly Stables         | Caitlin Mavromates                   | Caitlin Mavromates                   | Caitlin Mavromates                   | Kelly Stables          |
| Anna Morgan                | Shannon Cochran       | Shannon Cochran                      | Shannon Cochran                      | Shannon Cochran                      | Shannon Cochran        |
| Rachel Keller              | Naomi Watts           | Naomi Watts                          | Naomi Watts                          |                                      |                        |
| Aidan Keller               | David Dorfman         | David Dorfman                        | David Dorfman                        |                                      |                        |
| Noah Clay                  | Martin Henderson      |                                      |                                      |                                      |                        |
| Richard Morgan             | Brian Cox             |                                      |                                      |                                      |                        |
| Ruth Embry                 | Lindsay Frost         |                                      |                                      |                                      |                        |
| Katherine "Katie" Embry    | Ámbar Tamblyn         |                                      |                                      |                                      |                        |
| Rebecca "Becca" Kotler     | Rachael Bella         |                                      |                                      |                                      |                        |
| Evelyn Borden (née Osorio) |                       | Sissy Spacek Mary Elizabeth Winstead | Sissy Spacek Mary Elizabeth Winstead | Kayli Carter Mary Elizabeth Winstead |                        |
| Jake Pierce                |                       | Ryan Merriman                        | Ryan Merriman                        |                                      | Ryan Merriman          |
| Emily                      |                       | Emily VanCamp                        | Emily VanCamp                        |                                      | Emily VanCamp          |
| Eddie                      |                       | Justin Allen                         | Justin Allen                         |                                      | Justin Allen           |
| Max Rourke                 |                       | Simon Baker                          | Simon Baker                          |                                      |                        |
| Dr. Emma Temple            |                       | Elizabeth Perkins                    | Elizabeth Perkins                    |                                      |                        |
| Galen Burke                | Mencionado            |                                      |                                      | Vincent D'Onofrio                    |                        |
| Julia                      |                       |                                      |                                      | Matilda Lutz                         |                        |
| Holt Anthony               |                       |                                      |                                      | Alex Roe                             |                        |
| Gabriel Brown              |                       |                                      |                                      | Johnny Galecki                       |                        |
| Skye Johnston              |                       |                                      |                                      | Aimee Teegarden                      |                        |
| Carretero                  |                       |                                      |                                      | Zach Roerig                          |                        |
| Fe                         |                       |                                      |                                      | Laura Slade Wiggins                  |                        |
| Kelly                      |                       |                                      |                                      | Lizzie Brocheré                      |                        |
| Vanessa                    |                       |                                      |                                      |                                      | Alexandra Breckenridge |
| Timothy "Tim" Rivers       |                       |                                      |                                      |                                      | Josh Wise              |

### Equipo
| Tripulación / Detalle   | Película                                            | Película                                   | Película |
| Tripulación / Detalle   | The Ring                                            | The Ring Two                               | Rings |
| Tripulación / Detalle   | 2002                                                | 2005                                       | 2017 |
| ----------------------- | --------------------------------------------------- | ------------------------------------------ | --- |
| Director                | Gore Verbinski                                      | Hideo Nakata                               | F. Javier Gutiérrez |
| Productor (es)          | Walter F. Parkes Laurie MacDonald                   | Walter F. Parkes Laurie MacDonald          | Walter F. Parkes Laurie MacDonald                                                                                                  |
| Escritor (es)           | Guion de Ehren Kruger Basado en Ring de Kōji Suzuki | Ehren Kruger                               | Guion de David Loucka Jacob Aaron Estes Akiva Goldsman Historia por David Loucka Jacob Aaron Estes Basado en Spiral de Koji Suzuki |
| Compositor              | Hans Zimmer                                         | Henning Lohner Martin Tillman              | Matthew Margeson |
| Director de fotografía  | Bojan Bazelli                                       | Gabriel Beristain                          | Sharone Meir |
| Editor (es)             | Craig Wood                                          | Michael N. Knue                            | Jeremiah O'Driscoll Steve Mirkovich                                                                                                |
| Compañías de producción | BenderSpink Parkes / MacDonald Productions          | BenderSpink Parkes / MacDonald Productions | Parkes / MacDonald + Imagenatation                                                                                                 |
| Distribuidor            | DreamWorks Pictures                                 | DreamWorks Pictures                        | Paramount Pictures |
| Fecha de lanzamiento    | 18 de octubre de 2002                               | 18 de marzo de 2005                        | 3 de febrero de 2017 |
| Tiempo de ejecución     | 115 minutos                                         | 110 minutos                                | 102 minutos |

## Recepción
La novela original de 1991 Ringu vendió 500,000 copias hasta enero de 1998 y 1'500,000 copias para julio de 2000.

### Taquilla
| Película          | Fecha de lanzamiento  | Recaudación | Recaudación   | Recaudación       | Presupuesto    |
| ----------------- | --------------------- | ----------- | ------------- | ----------------- | -------------- |
| Película          | Fecha de lanzamiento  | Japón       | Corea del Sur | Otros territorios | Presupuesto    |
| Ring: Kanzenban   | 11 de agosto de 1995  | N/A         | N/A           | N/A               |                |
| Ringu             | 31 de enero de 1998   | $9.182.272  | $290.454      | $6.247.335        | $1,5 millones  |
| Rasen             | 31 de enero de 1998   | $9.182.272  | $21.643       | N/A               |                |
| Ringu 2           | 23 de enero de 1999   | $19.282.772 | $655.007      | $117.493          |                |
| Ringu 0: Bāsudei  | 22 de enero de 2000   | $14.691.636 | $34.519       | N/A               |                |
| Sadako 3D         | 12 de mayo de 2012    | $12.396.068 | $958.615      | $3.486.438        |                |
| Sadako 3D 2       | 30 de agosto de 2013  | $6.321.948  | $78.708       | $1.375.682        |                |
| Sadako vs. Kayako | 18 de junio de 2016   | $9.182.272  | $172.178      | $704.922          |                |
| Sadako            | 24 de mayo de 2019    | $1.505.892  | N/A           | N/A               |                |
| Sadako DX         | 28 de octubre de 2022 | $1.910.819  | N/A           | N/A               |                |
| Total regional    |                       | $83.655.951 | $2.211.127    |                   | $1,5 millones+ |
| Total mundial     |                       | $97.798.948 | $97.798.948   | $97.798.948       | $1,5 millones+ |

| Película     | Fecha de lanzamiento  | Taquilla bruta | Taquilla bruta    | Taquilla bruta   | Presupuesto   | Referencia |
| Película     | Fecha de lanzamiento  | Norteamérica   | Otros territorios | En todo el mundo | Presupuesto   | Referencia |
| ------------ | --------------------- | -------------- | ----------------- | ---------------- | ------------- | ---------- |
| The Ring     | 18 de octubre de 2002 | $129,128,133   | $120,220,800      | $249,348,933     | $48 millones  | [ 2 ]      |
| The Ring Two | 18 de marzo de 2005   | $76,231,249    | $85,220,289       | $161,451,538     | $50 millones  | [ 2 ]      |
| Rings        | 3 de febrero de 2017  | $27,793,018    | $55,287,872       | $83,080,890      | $25 millones  | [ 3 ]      |
| Total        | Total                 | $233,152,400   | $260,728,961      | $493,881,361     | $123 millones | [ 4 ]      |

| Películas      | Fecha de lanzamiento | Recaudación ( Corea del Sur) | Presupuesto |
| -------------- | -------------------- | ---------------------------- | ----------- |
| The Ring Virus | 12 de junio de 1999  | $1,689,326                   | ?           |

### Crítica y respuesta de la audiencia
| Película          | Rotten Tomatoes       | Metacritic        | CinemaScore |
| ----------------- | --------------------- | ----------------- | ----------- |
| Ring              | N/A                   | N/A               | N/A         |
| Ring 2            | N/A                   | N/A               | N/A         |
| The Ring          | 71% (206 opiniones)   | 57 (36 opiniones) | B–          |
| The Ring 2        | 20% (188 comentarios) | 44 (37 opiniones) | C +         |
| Sadako vs. Kayako | N/A                   | N/A               | N/A         |
| Rings             | 8% (111 opiniones)    | 25 (23 opiniones) | C–          |
| Sadako            | N/A                   | N/A               | N/A         |
| Sadako DX         | N/A                   | N/A               | N/A         |

En la revisión de Sadako de 2019, el crítico y psicoanalista Pieter-Jan Van Haeke dijo que Sadako no demuestra ser una película de terror, la tensión de la atmósfera no sobresale sobre las películas de turno dejándola con una experiencia mala.
En el caso de Sadako DX, diferentes críticos dijeron que es una secuela olvidable, presenta humor dudoso y tiene demasiadas faltas de sustos, por lo que la esencia de terror es escasa.